# Relazioni bilaterali tra Armenia e Georgia
Le relazioni armeno-georgiane si riferiscono alle relazioni diplomatiche tra Armenia e Georgia. Entrambi i paesi sono ex repubbliche sovietiche dell'Unione Sovietica. I governi di entrambi i paesi hanno avuto relazioni generalmente positive, ma si sono presentati anche alcuni problemi.
La Georgia è membro del GUAM, che esclude l'Armenia dai trasporti regionali e dai progetti energetici.
Le relazioni con la Georgia sono di particolare importanza per l'Armenia perché sotto i blocchi di confine imposti all'Armenia da Turchia e Azerbaigian a causa del conflitto in corso nel Nagorno-Karabakh, la Georgia offre all'Armenia il suo unico collegamento terrestre con l'Europa, con accesso ai suoi porti del Mar Nero. Tuttavia, a causa della dipendenza dell'Armenia dalla Russia e dalla Georgia, che hanno combattuto entrambe nella guerra dell'Ossezia del Sud del 2008 e hanno quindi interrotto le relazioni diplomatiche ed economiche, il 70% delle importazioni dell'Armenia entra attraverso la Georgia, in particolare dalla Russia, che ha imposto un blocco economico alla Georgia.
La regione di Javakheti nel sud della Georgia comprende una grande popolazione armena e sebbene ci siano state organizzazioni civiche locali, come il Javakhk Unito, che spingevano per l'autonomia, non c'è violenza tra armeni e georgiani nell'area dalla fine della guerra georgiano-armena nel 1919. Dall'indipendenza, il clero georgiano ha occupato le chiese armene e gli armeni in Georgia e in Armenia hanno manifestato contro la distruzione. Il 28 novembre 2008, i manifestanti armeni di fronte all'ambasciata georgiana in Armenia hanno chiesto che il governo georgiano cessasse immediatamente le invasioni nelle chiese armene e punisse i colpevoli, definendo le azioni del partito georgiano Genocidio Bianco.
Alcuni armeni credono di essere vittime di una politica volta a spostare l'equilibrio demografico della regione di Samtskhe-Javakheti poiché un certo numero di famiglie georgiane si sono stabilite lì. Gli armeni sono anche sottorappresentati nel governo, il che porta alla percezione di discriminazione e sfiducia reciproca. Ci sono state diverse proteste, alcune delle quali sono diventate violente dopo scontri con agenti delle forze dell'ordine.
La Georgia ha anche sostenuto l'Azerbaigian contro l'Armenia nella risoluzione 62/243 dell'Assemblea generale delle Nazioni Unite e l'Armenia ha ripetutamente votato contro le risoluzioni delle Nazioni Unite sull'Abkhazia che ribadiscono il diritto al ritorno di tutti gli sfollati e rifugiati nelle regioni separatiste della Georgia. Nonostante le differenze dichiarate, i disaccordi e gli interessi contrastanti, le relazioni bilaterali tra i due paesi sono stabili e in via di sviluppo.

## Minoranze
Ci sono quasi 168.102 armeni in Georgia, tra cui 81.089 che vivono nella regione di Samtskhe-Javakheti e 53.409 a Tbilisi. La minoranza georgiana in Armenia è pari a 974 secondo il censimento del 2011 in Armenia.

## Storia

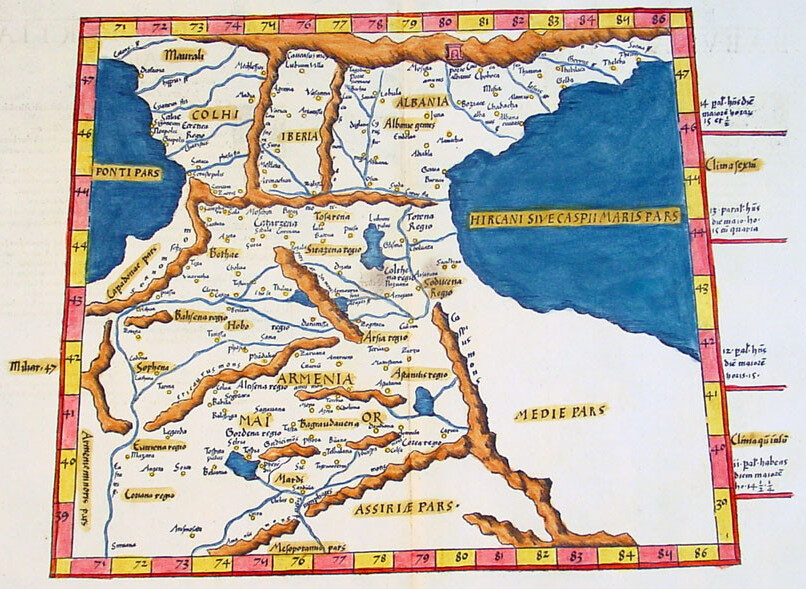
Armenia, Colchide, Iberia, Albania

Armenia e Georgia hanno una lunga storia di relazioni culturali e politiche. L'interazione raggiunse il culmine nel Medioevo quando entrambe le nazioni si impegnarono in un prolifico dialogo culturale e si allearono contro i vicini imperi musulmani. I matrimoni misti tra famiglie reali e nobili armene e georgiane erano frequenti, ed entrambe le etnie si mescolavano in diverse aree di confine.

### La conquista romana

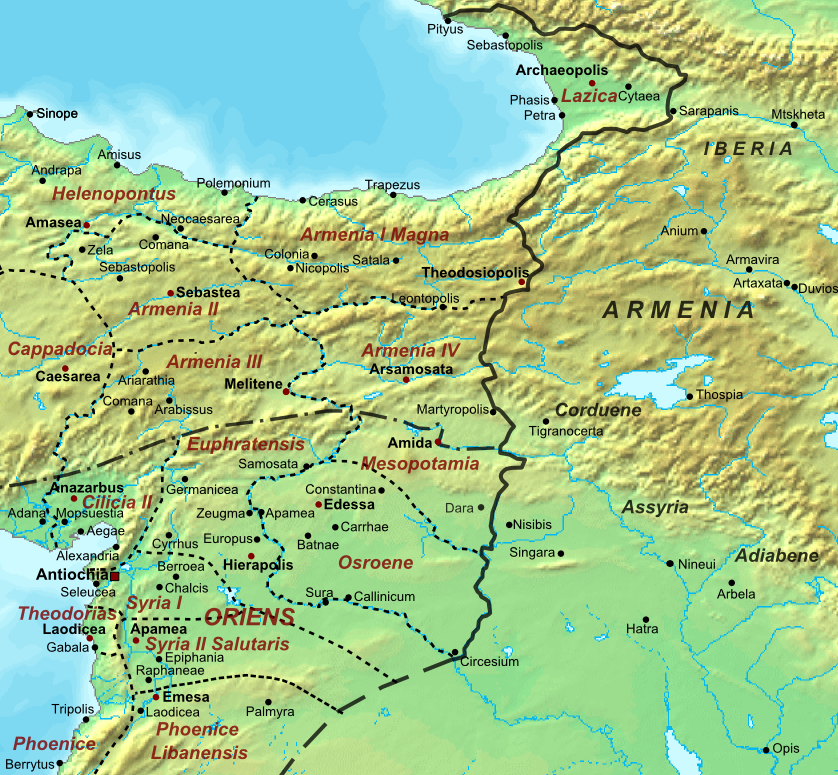
Provincia di Lazica dell'Impero Romano d'Oriente nel 565 d.C.

Questa stretta associazione con l'Armenia portò nel paese un'invasione (65 a.C.) da parte del generale romano Pompeo, che era allora in guerra con Mitrradate VI del Ponto e l'Armenia; ma Roma non stabilì permanentemente il suo potere sull'Iberia. Diciannove anni dopo, i romani marciarono nuovamente (36 a.C.) sull'Iberia costringendo il re Pharnavaz II a unirsi alla loro campagna contro l'Albania.

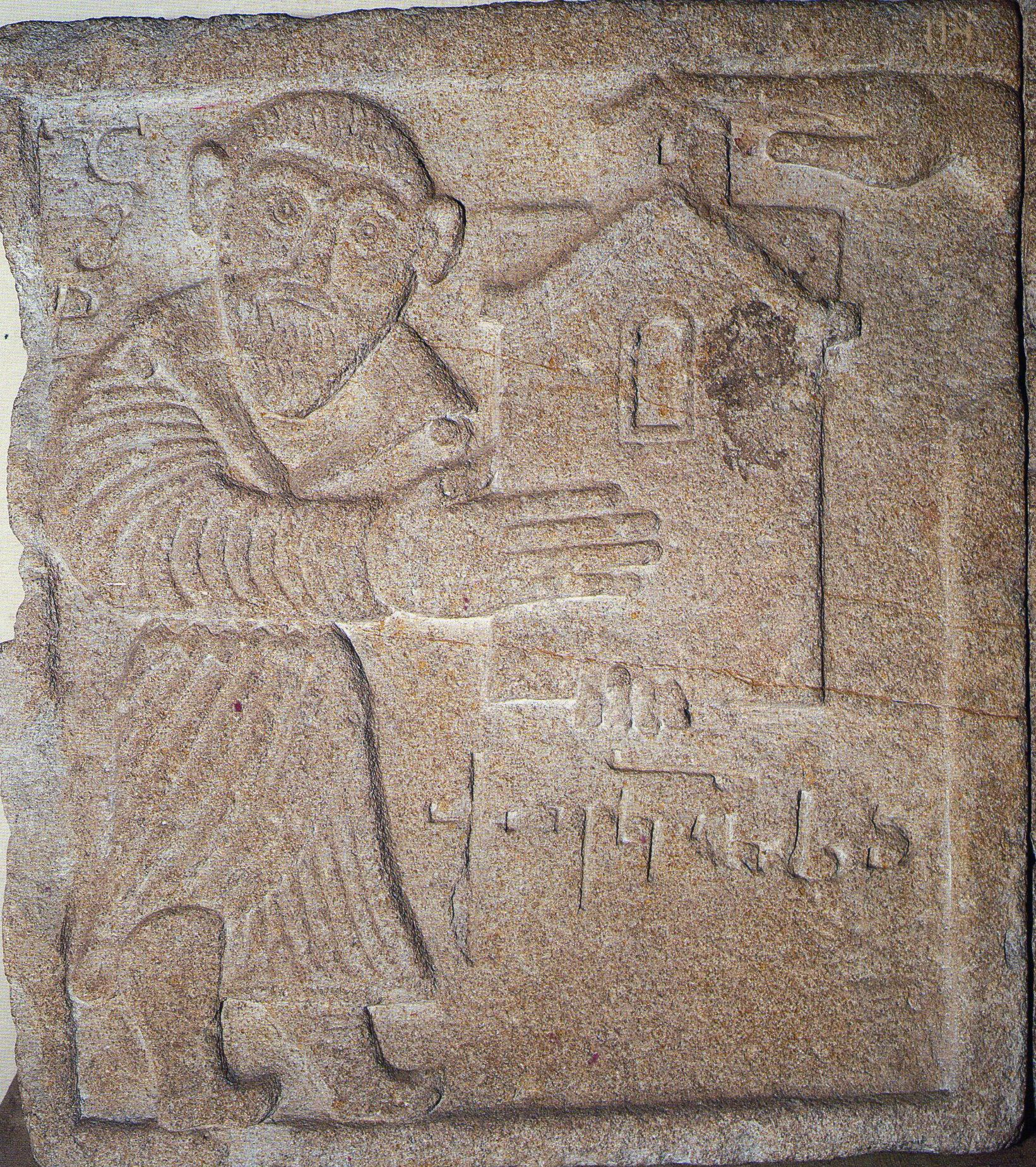
Ashot Kurapalates, primo re Bagrationi della Georgia, 829 d.C.

Durante questo periodo l'Armenia e il Ponto si stavano attivamente espandendo a spese di Roma, conquistando i suoi possedimenti nel Mediterraneo orientale.
Tuttavia, il successo dell'alleanza anti-romana non durò a lungo. A seguito delle brillanti campagne romane di Pompeo e Lucullo da ovest e dell'invasione dei Parti da sud, l'Armenia perse una parte significativa delle sue conquiste nel 65 a.C., trasformandosi in una dipendenza romano-partica. Allo stesso tempo, il Regno del Ponto fu completamente distrutto dai Romani e tutto il suo territorio, compresa la Colchide, fu incorporato nell'Impero Romano come sue province.
L'ex Regno di Colchide divenne la provincia romana del Lazicum governata da legati romani. I successivi 600 anni di storia georgiana furono segnati dalla lotta tra Roma e la Persia (Iran), inclusi Parti e Sassanidi che stavano combattendo lunghe guerre l'uno contro l'altro per il dominio in Medio Oriente tra cui Siria, Mesopotamia, Armenia, Albania e Iberia.
Alla fine del IV secolo, Roma dovette cedere l'Albania caucasica e la maggior parte dell'Armenia alla Persia sassanide. Alla provincia di Lazicum fu concesso un grado di autonomia che alla fine del secolo si sviluppò in piena indipendenza con la formazione di un nuovo Regno di Lazica-Egrisi sui territori dei principati minori di Zans, Svans, Apsyls e Sanyghs. Questo nuovo stato georgiano occidentale sopravvisse più di 250 anni fino al 562, quando fu assorbito dall'Impero bizantino.
Mentre il regno georgiano di Colchide era amministrato come provincia romana, il regno iberico accettò liberamente la protezione imperiale romana. Un'iscrizione su pietra scoperta a Mtskheta parla del sovrano del I secolo Mihdrat I (58-106 d.C.) come "l'amico dei Cesari" e il re "degli iberici amanti dei romani". L'imperatore Vespasiano fortificò l'antico sito Mtskheta di Arzami per i re iberici nel 75 d.C.
Nel II secolo d.C., l'Iberia rafforzò la sua posizione nell'area, soprattutto durante il regno del re Farsman II che ottenne la piena indipendenza da Roma e riconquistò alcuni dei territori precedentemente perduti dalla decadenza dell'Armenia.
Nel III secolo d.C., la tribù Lazi arrivò a dominare la maggior parte della Colchide, stabilendo il regno di Lazica, conosciuto localmente come Egrisi. La Colchide fu teatro della prolungata rivalità tra gli imperi romano/bizantino e sassanide orientale, culminata nella guerra lazica dal 542 al 562.

### Alto Medioevo

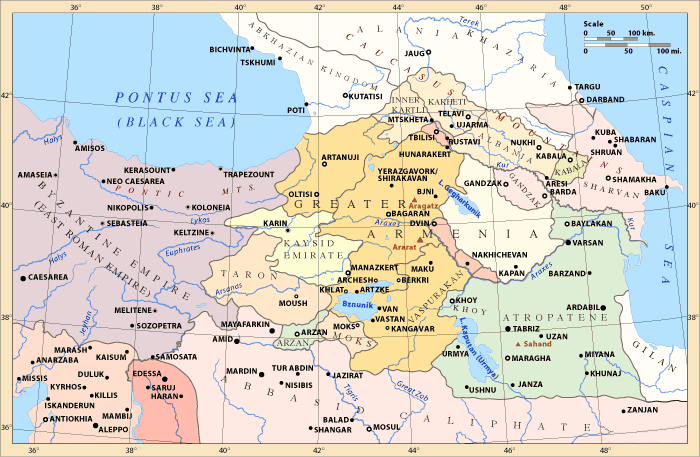
1. Giallo: Regno centrale armeno di Bagratuni, B. Regno di Bagratuni armeno in Iberia e Tayk, C. Regno di Artsruni a Vaspurakan, Armenia meridionale,2. Rosso: Emirati subordinati in D.Dvin, E. Nakhichevan, F. Tiflis,
3 altri colori: principati subordinati di G. Syunik, H. Artsakh, I.Parisos, J. Taron, K. Kartli, L. Kakheti, M Albania caucasica Albania, N. Kabala, ecc.

Con il loro status di "Re dei Re" (Shahanshah), autorità dei re armeni è stata trasferita anche agli stati vicini della Georgia, dell'Albania caucasica e di molti emirati arabi.

### Medioevo
La seconda metà dell'XI secolo fu segnata dall'invasione strategicamente significativa dei turchi selgiuchidi, che alla fine degli anni 1040 erano riusciti a costruire un vasto impero nomade che includeva la maggior parte dell'Asia centrale e della Persia. Nel 1071, l'esercito selgiuchide sconfisse le forze bizantine e georgiane unite nella battaglia di Manzicerta. Nel 1081 tutta l'Armenia, l'Anatolia, la Mesopotamia, la Siria e la maggior parte della Georgia erano state conquistate e devastate dai Selgiuchidi. Alla fine degli anni '80, i georgiani erano in inferiorità numerica nella regione dagli invasori. La sconfitta della dinastia Bagratidi pose fine alla leadership cristiana dell'Armenia per il successivo millennio.

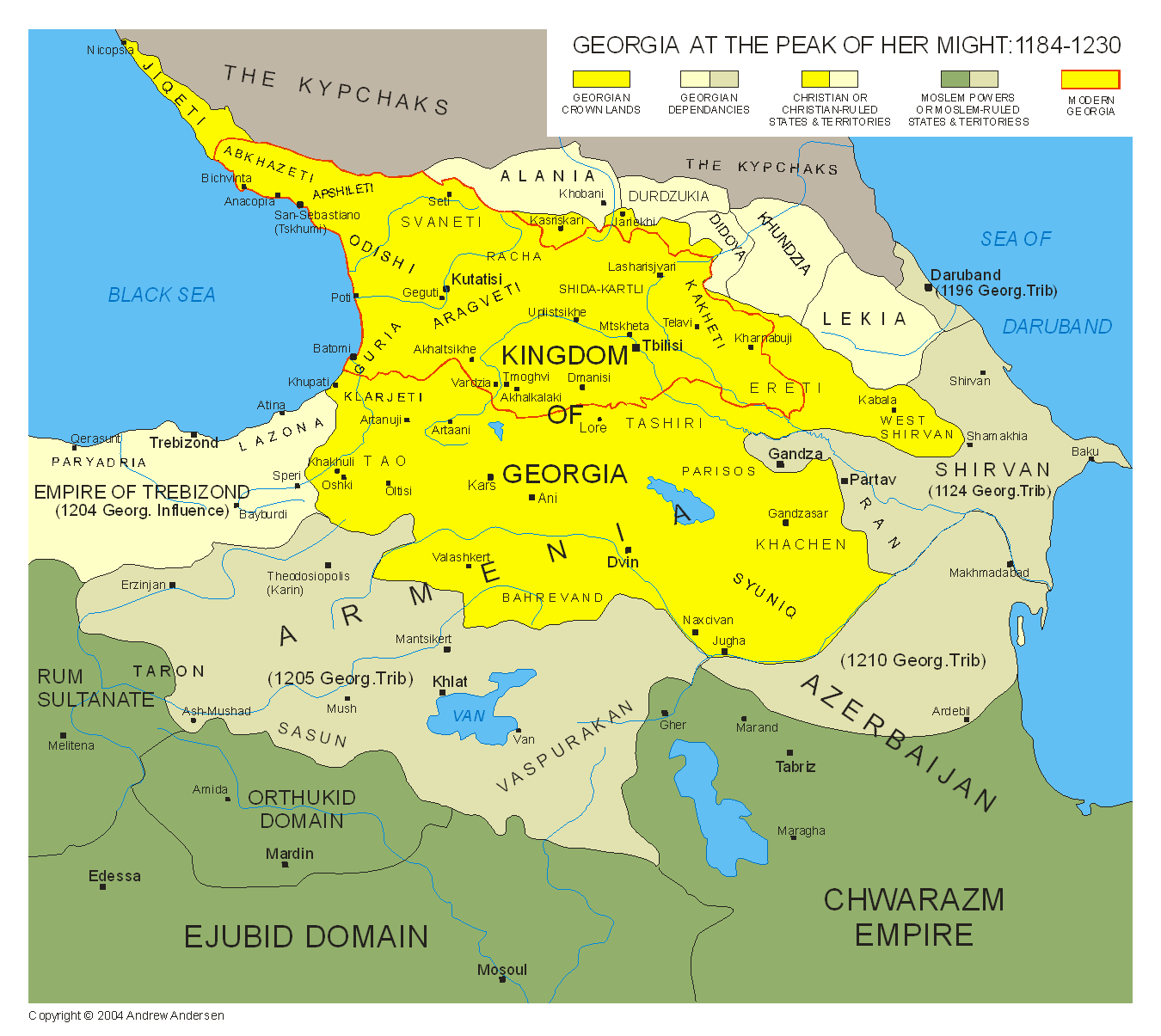
Regno di Georgia al culmine del suo dominio militare, 1184-1225

La lotta contro gli invasori selgiuchidi in Georgia fu guidata dal giovane re Davide IV Bagrationi (regnante 1089-1125). I georgiani hanno liberato Shirvan e gran parte dell'Armenia. Così nel 1124 Davide divenne anche il re degli armeni, incorporando l'Armenia settentrionale nelle terre della corona georgiana. Nel 1125 il re Davide morì, lasciando la Georgia con lo status di forte potere regionale.
La temporanea caduta dell'Impero bizantino nel 1204 ai Crociati lasciò la Georgia come il più forte stato cristiano dell'intera area del Mediterraneo orientale. Il potere musulmano nella Grande Armenia è stato seriamente turbato dalla rinascente monarchia georgiana. Molti nobili locali (nakharar) unirono i loro sforzi con i georgiani, portando alla liberazione di diverse aree nell'Armenia settentrionale, che era governata, sotto l'autorità della corona georgiana, dalla dinastia zakaride, un'importante famiglia nobile armeno-georgiana.

#### Invasioni mongole
Il regno di Georgia fiorì tra il X e il XII secolo e cadde sotto le invasioni mongole della Georgia nel 1243, e dopo una breve riunione sotto Giorgio V di Georgia all'Impero timuride.

#### Dominazione ottomana e persiana
Nel 1490, la Georgia fu frammentata in una serie di piccoli regni e principati, che durante il periodo della prima età moderna lottarono per mantenere la loro autonomia contro la dominazione iraniana (e le successive dinastie safavidi, afsharidi e qajar) e ottomana fino a quando la Georgia fu finalmente annessa dall'Impero russo nel 1801. Il possesso russo sulla Georgia fu finalizzato nominalmente con i Qajar iraniani nel 1813 nel Trattato di Golestan dopo la vittoria della Russia nella guerra russo-persiana (1804-1813). La Grande Armenia è stata dall'inizio del XVI secolo fino al corso del XIX secolo incluso, anche in modo più dominante, divisa tra le dinastie ottomane vicine rivali e le successive dinastie iraniane. Nella prima metà del XIX secolo, dopo diversi secoli sotto il suo dominio all'inizio dell'era moderna, l'Iran fu costretto a cedere i suoi ultimi territori rimanenti nel Caucaso che includeva l'Armenia moderna (nota anche come Armenia orientale) alla Russia imperiale in seguito la sua sconfitta nella guerra russo-persiana (1826-1828), che fu ratificata nel Trattato di Turkmenchay del 1828. La Grande Armenia era ora divisa tra l'Impero ottomano e la Russia.

### Province dell'Impero russo

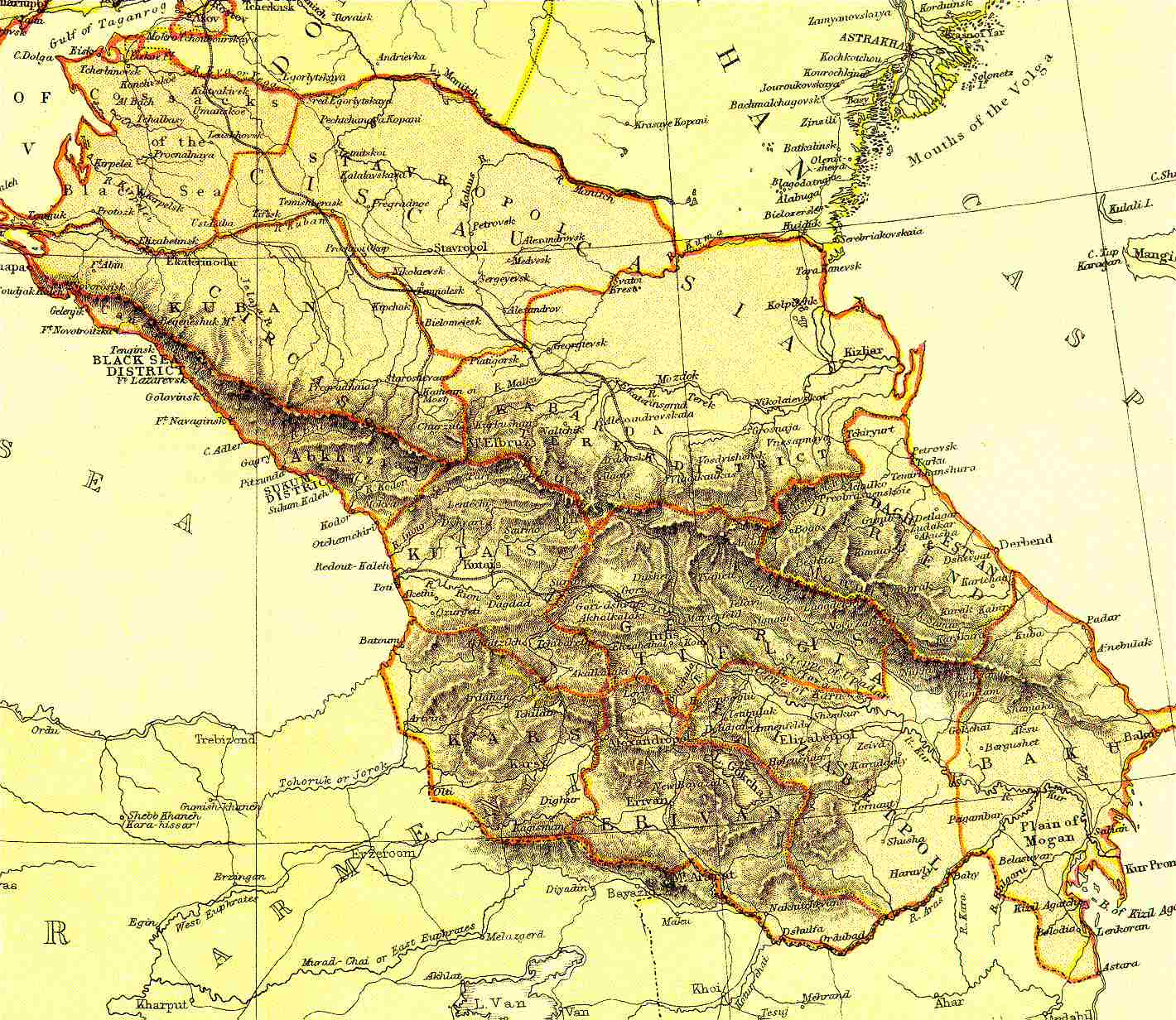
Transcaucasia russa immediatamente prima della formazione della Federazione Transcaucasica (1917)

Durante la rivoluzione russa, le province del Caucaso si separarono e formarono il proprio stato federale chiamata Repubblica Federale Democratica Transcaucasica. Gli interessi nazionali in competizione e la guerra con la Turchia portarono alla dissoluzione della repubblica sei mesi dopo, nell'aprile 1918.

### Guerra georgiano-armena (1918)
Durante le fasi finali della prima guerra mondiale, armeni e georgiani si erano difesi dall'avanzata dell'Impero ottomano. Nel giugno 1918, al fine di prevenire un'avanzata ottomana su Tiflis, le truppe georgiane avevano occupato gli ex distretti del Governatorato di Tiflis, la provincia di Lori che all'epoca aveva una maggioranza armena del 75%. Dopo l'armistizio di Mudros e il ritiro degli ottomani, le forze georgiane rimasero. Il parlamentare menscevico georgiano Irakli Tsereteli offrì che gli armeni sarebbero stati più al sicuro dai turchi in quanto cittadini georgiani. I georgiani offrirono una conferenza quadripartita che includeva Georgia, Armenia, Azerbaigian e la Repubblica montuosa del Caucaso settentrionale al fine di risolvere la questione la quale fu respinta dagli armeni. Nel dicembre 1918, i georgiani stavano affrontando una ribellione principalmente nel villaggio di Uzunlar nella regione di Lori. In pochi giorni iniziarono le ostilità tra le due repubbliche.
La guerra georgiano-armena fu una guerra di confine combattuta nel 1918 tra la Repubblica Democratica di Georgia e la Prima Repubblica di Armenia sulle parti dell'allora contesa provincia di Lori.

### Repubbliche sovietiche

#### RSFS transcaucasica(1922-1936)
Dal 12 marzo 1922 al 5 dicembre 1936, l'Armenia e la Georgia facevano parte della RSFS transcaucasica insieme alla RSS Azera. Nel 1936, la federazione fu sciolta per ordine di Stalin e furono invece fondate le repubbliche socialiste di Armenia, Azerbaigian e Georgia.

#### RSS Armena e RSS georgiana (1936-1991)
Nell'Unione Sovietica, armeni e georgiani, insieme a russi, ucraini, bielorussi, tedeschi ed ebrei furono giudicati popoli "avanzati" e raggruppati come nazionalità occidentali.

Tuttavia, come con varie altre minoranze etniche che vivevano nell'Unione Sovietica sotto Stalin, decine di migliaia di armeni furono giustiziati e deportati. Nel 1936, Lavrenty Beria e Stalin lavorarono per deportare gli armeni in Siberia nel tentativo di portare la popolazione dell'Armenia sotto i 700.000 al fine di giustificare un'annessione in Georgia.

Bandiera della RSFS Transcaucasia
Bandiera della RSS Georgiana
Bandiera della RSS Armena

### Indipendenza
Il 17 marzo 1991, l'Armenia, insieme ai paesi baltici, alla Georgia e alla Moldova, boicottò un referendum a livello sindacale in cui il 78% di tutti gli elettori votò per il mantenimento dell'Unione Sovietica in una forma riformata.
La Georgia ha dichiarato l'indipendenza il 9 aprile 1991 e l'Armenia ha fatto lo stesso il 21 settembre 1991 a seguito del fallito tentativo di colpo di stato sovietico in agosto. Gli Stati Uniti hanno riconosciuto l'indipendenza di entrambe le nazioni il 25 dicembre 1991.
Le relazioni armeno-georgiane nel periodo post-indipendenza sono state miste ma cooperative. I due stati sono alleati l'uno dell'altro con gli avversari dell'altro (Armenia con Russia, Georgia con Azerbaigian e Turchia), ma sono comunque obbligati a mantenere rapporti di cooperazione: i blocchi di confine imposti da Turchia e Azerbaigian all'Armenia fanno della Georgia (e, attraverso un'unica rotta, l'Iran) l'unica possibile uscita e punto di ingresso per le importazioni e le esportazioni armene.
L'Armenia si è offerta come rifugio sicuro per i georgiani in fuga dal conflitto in Ossezia del Sud e, a un certo punto, ha ospitato temporaneamente almeno 500 famiglie georgiane in fuga dalla guerra. Ad oggi, l'Armenia non ha riconosciuto l'Ossezia del sud e l'Abkhazia come stati indipendenti. Tuttavia, l'instaurazione di relazioni diplomatiche tra Abkhazia, Ossezia del Sud e la Repubblica separatista dell'Artsakh ha attirato critiche dal governo georgiano, in particolare durante la visita del presidente Salome Zourabichvili in Armenia nel marzo 2019. Inoltre, la decisione della Chiesa apostolica armena di porre le chiese armene in Abkhazia sotto la giurisdizione della sua Eparchia della Russia meridionale invece che dall'Eparchia della Chiesa di Georgia è stata revocata dopo un incontro tra la presidente Zourabichvili e il Catholicos Karekin II.
Secondo Wikileaks, i diplomatici stranieri dell'Armenia sono diventati sempre più frustrati dall'incapacità di Tbilisi di rispondere alle chiamate o ai fili diplomatici da Yerevan. Nonostante la loro riluttanza ad abbracciarsi a vicenda calorosamente a livello diplomatico, le differenze tra le due nazioni sono più spesso evidenziate da differenze politiche piuttosto che sociali o storiche.
Sono stati compiuti passi positivi per rafforzare i legami tra le due nazioni. Tbilisi ha compiuto uno sforzo per affrontare la difficile situazione socioeconomica dei georgiano-armeni che vivono nel Javakheti, che rappresenta un punto di fonte di tensione tra le due nazioni, costruendo una strada principale che collega la regione con Tbilisi e proponendo nuovi progetti nella regione, uno in cui prevede la creazione di un parco nazionale.

## Diplomazia
Armenia
- Tbilisi (ambasciata)
- Batumi (consolato generale)

Georgia
- Erevan (ambasciata)